# Four Towers
Four Towers var en civil parish från 1858 till 1885 då den blev en del av South Brewham, i grevskapet Somerset, i England. Civil parish var belägen 15 km från Shepton Mallet och hade 12 invånare år 1851.